# Cyamus scammoni
Cyamus scammoni is een vlokreeftensoort uit de familie van de Cyamidae. De wetenschappelijke naam van de soort is voor het eerst geldig gepubliceerd in 1872 door Dall.